# Dorsale Alfa

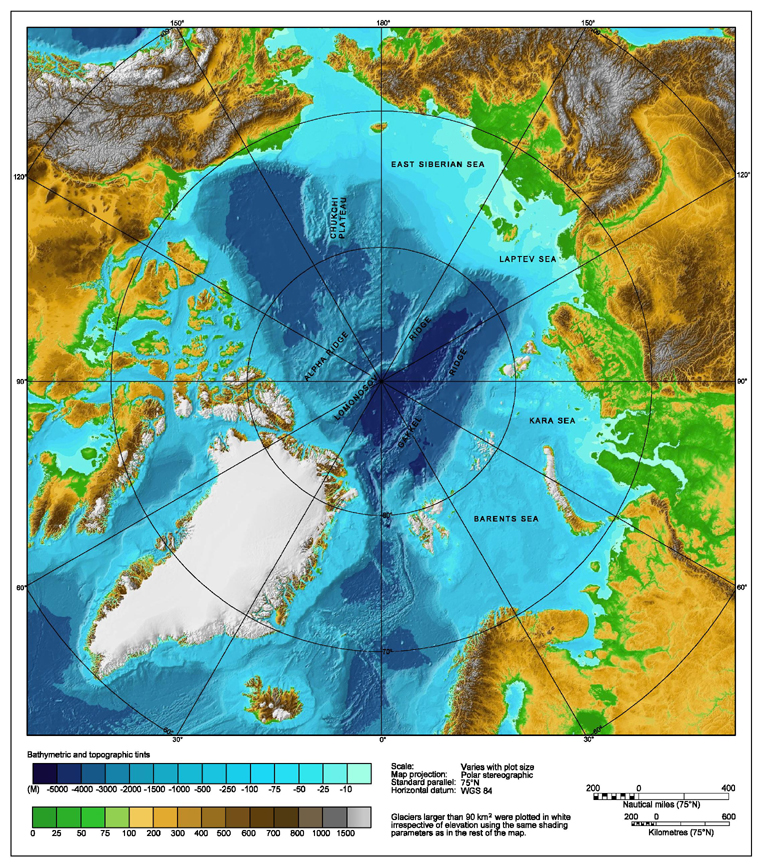
Mappa batimetrica e topografica dell'Artico

La dorsale Alfa è una dorsale oceanica, un margine divergente di placche tettoniche, oggi inattiva.
Attiva durante la formazione del bacino amerasiatico (conosciuto anche come bacino Nordamericano), la dorsale è situata sul fondale del Mar Glaciale Artico, fra il bacino del Canada, al largo della costa dell'isola di Ellesmere, e la dorsale di Lomonosov.
La dorsale, scoperta nel 1963, è considerata essere parte della grande provincia ignea dell'Alto Artico, ha un'altezza massima di 2700 m al di sopra del fondale oceanico e una larghezza che varia tra i 200 e i 400 km e, correndo quasi parallelamente alla dorsale di Lomonosov e alla dorsale di Gakkel, forma con esse il sistema di dorsali che divide il fondale del Mar Glaciale Artico.
Nel 1983 la "Spedizione Canadese per lo studio della dorsale Alfa" (in inglese "Canadian Expedition to Study the Alpha Ridge" - CESAR) sembrò aver stabilito che la dorsale Alfa fosse un'estensione della piattaforma continentale nordamericana a partire dall'isola di Ellesmere e che quindi ci fosse la possibilità da parte del Canada di poter reclamare il diritto di sfruttamento delle risorse naturali, in particolare del petrolio, della regione, in accordo con la Convenzione delle Nazioni Unite sul diritto del mare. Attualmente non c'è ancora stata una conclusione definitiva a tale rivendicazione e il carotaggio della dorsale Alfa, necessario al fine di ottenere più dati in merito alla sua formazione, è parte della ricerche pianificate per diversi rompighiaccio da ricerca europei come l'Aurora Borealis.
Altre ricerche suggeriscono tuttavia che la dorsale, sebbene sia caratterizzata da regione con spessori tipici della crosta continentale, sia probabilmente il risultato dell'espansione del fondale oceanico.